# Peri (mitología)

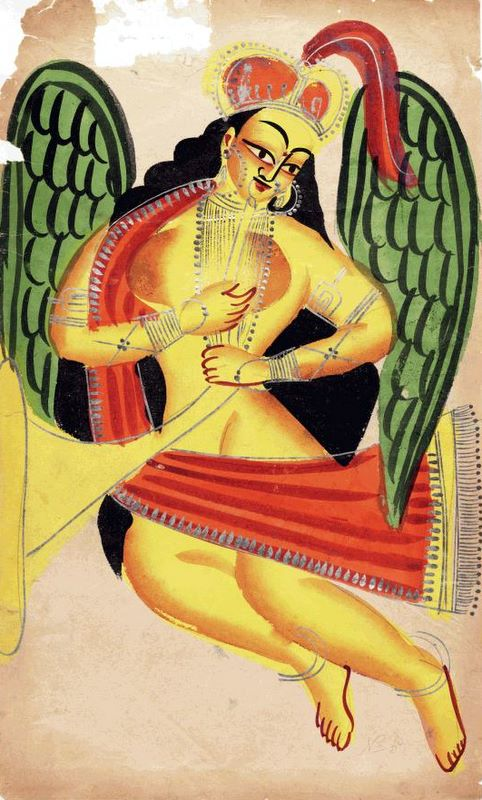
Peri, 1875 (pintura india).

En la mitología persa, reciben el nombre de Peri unas divinidades masculinas y femeninas cuyas principales cualidades son la misericordia inagotable y la belleza corporal.
Estas divinidades tenían su mansión en el empíreo. Se alimentaban de flores y frecuentemente bajaban a la tierra para juntarse con los seres humanos. Los hijos de estas uniones eran todos ellos de una belleza extraordinaria.